# Yann Cheun Veillard
Yann Cheun Veillard (francès: Jean-Yves Veillard)  (Rennes, 19 de febrer de 1939 - Rennes, 25 de març de 2020) fou un arquitecte, historiador i activista polític bretó. Va pertànyer al moviment escolta bretó Bleimor i escriví una tesi doctoral sobre Rennes en el segle xix, que aborda de manera original la història de la ciutat, posant en relleu la comunitat d'arquitectes i urbanisme. El 1964 fou membre fundador de la Unió Democràtica Bretona. També va ser comissari del Museu de Bretanya de Rennes (1967 - 2000), a l'exposició sobre el Seiz Breur. Va estar associat amb la vida de tres museus de Rennes, el de Bretanya, el Bintinais i del NEC (en l'actualitat Les Champs Libres).